# ستيفين باركر تورنر
ستيفين باركر تورنر (بالإنجليزية: Stephen Barker Turner)‏ هو ممثل أمريكي، ولد في 27 يونيو 1968 بسانت لويس في الولايات المتحدة.

## وصلات خارجية
- ستيفين باركر تورنر على موقع IMDb (الإنجليزية)
- ستيفين باركر تورنر على موقع قاعدة بيانات الفيلم (الإنجليزية)